# Roca Llobatera (Cabrils)
La Roca Llobatera és un jaciment de l'edat del bronze situat a Cabrils, el Maresme que es troba al Parc de la Serralada Litoral, inclòs a l'Inventari del Patrimoni Arqueològic i Paleontològic de Catalunya.

## Accés
És ubicada a Cabrils: situats al Dolmen de Can Boquet, baixem 140 metres per la pista en direcció al Pi de la Creu de Can Boquet i girem a l'esquerra per un camí que passa entre camps. En arribar a la primera bifurcació, seguim per l'esquerra. A la bifurcació següent tornem a prendre l'esquerra i a la tercera bifurcació prenem la dreta. Seguim vuitanta metres fins a veure la cova, a la dreta i uns metres dins del bosc. Coordenades: x=445584 y=4598180 z=370.

## Descripció
Es tracta d'un abrigall natural engrandit per la mà humana.
El sostre és una gran roca, voltada per la part interior. El terra probablement es va excavar per donar més cabuda a la cova. Tant a l'interior com a l'exterior hi ha restes d'estructures (parets, un banc, una mena de fogons, etc.). Fou refugi de picapedrers i caçadors, i, fins i tot, habitatge habitual d'un immigrant de l'Aragó a qui li deien El Maño.

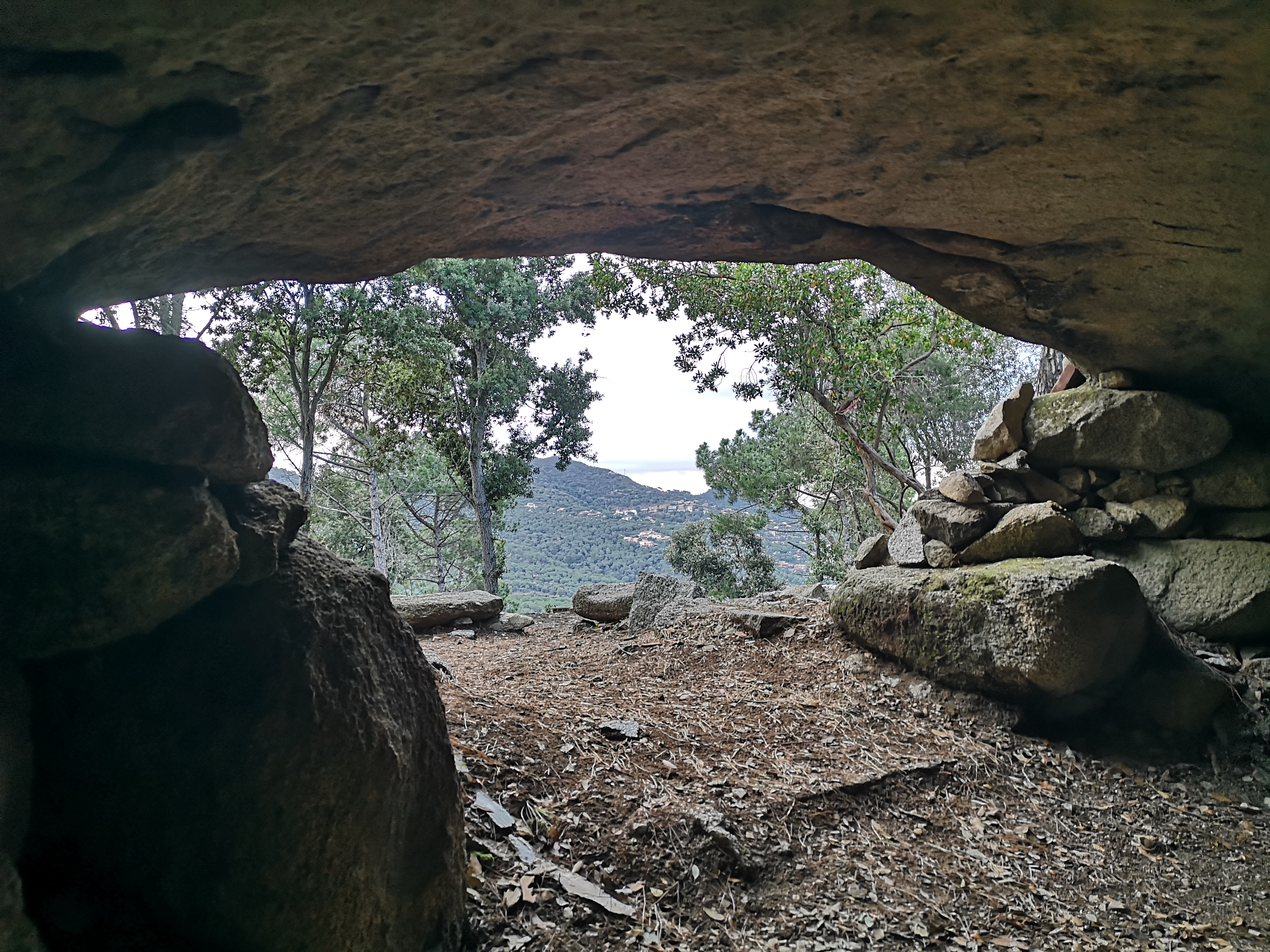
Foto feta des de l'interior de la Roca Llobatera

Balil, l'any 1953, va publicar que s'hi va trobar ceràmica hallstàttica i un fragment de ganivet de sílex de 23 mm de llargada. Aquest jaciment arqueològic fou descobert i excavat durant els anys cinquanta per membres del Museu-Arxiu de Vilassar de Dalt (entre d'altres, J. V. Ventura i P. Ubach). Marià Ribas, el 1964, cità la Roca Llobatera com un dels molts abrics de la zona.